# Cladrastis
Cladrastis là một chi gồm bảy loài thực vật có hoa trong họ Đậu, trong đó có sáu loài bản địa của miền đông châu Á và một loài bản địa đông nam Bắc Mỹ.
Các loài
- Cladrastis kentukea (Dum. Cours.) Rudd (syn. C. lutea). Đông nam Bắc Mỹ.
- Cladrastis platycarpa (Maxim.) Makino. Nhật Bản.
- Cladrastis parvifolia C.Y.Ma. Quảng Tây, Trung Quốc.
- Cladrastis sinensis Hemsl. Trung Quốc.
- Cladrastis scandens C.Y.Ma. Quý Châu, Trung Quốc.
- Cladrastis sikokiana (Makino) Makino. Nhật Bản.
- Cladrastis wilsonii Takeda. Hoa Trung.

## Hình ảnh

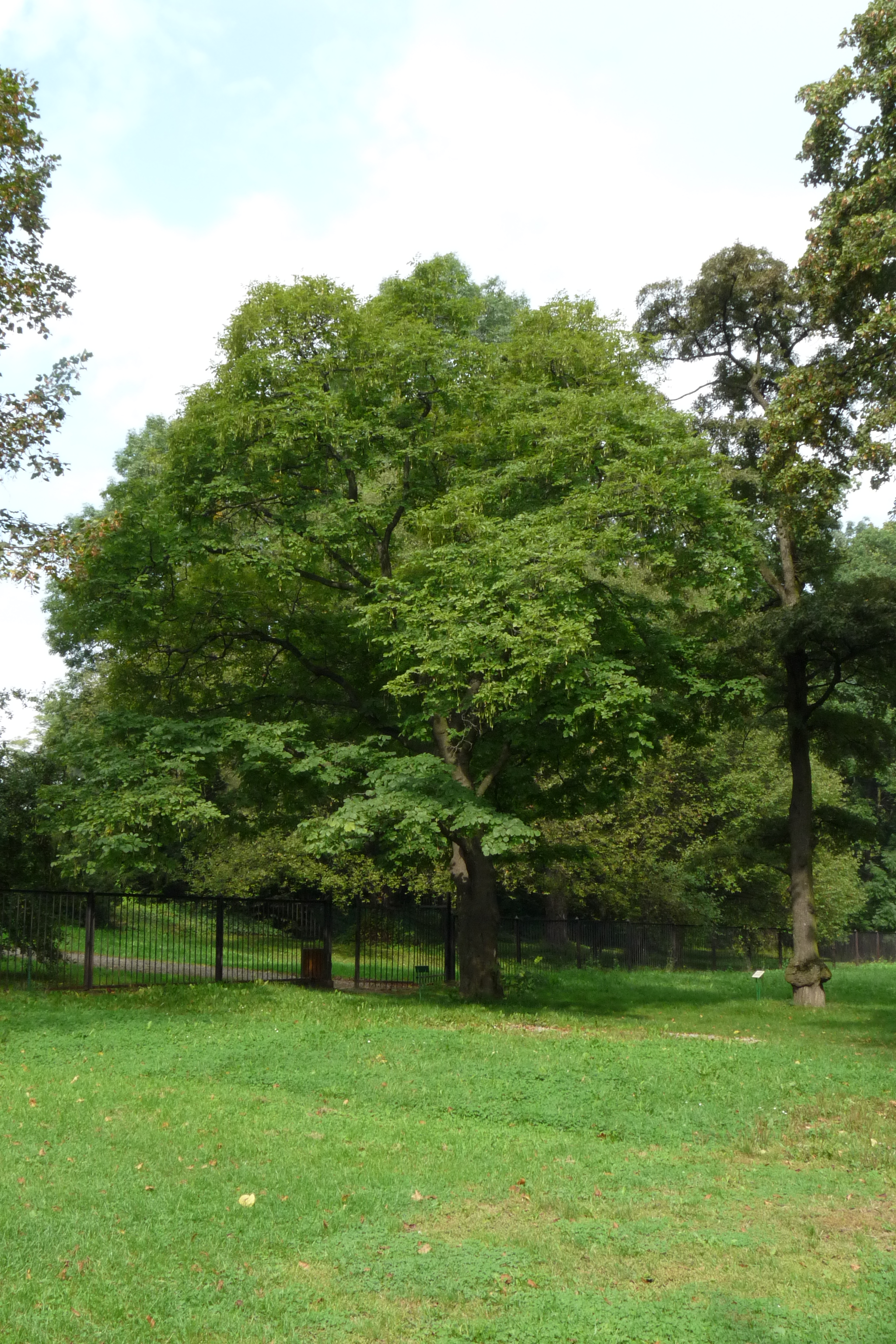
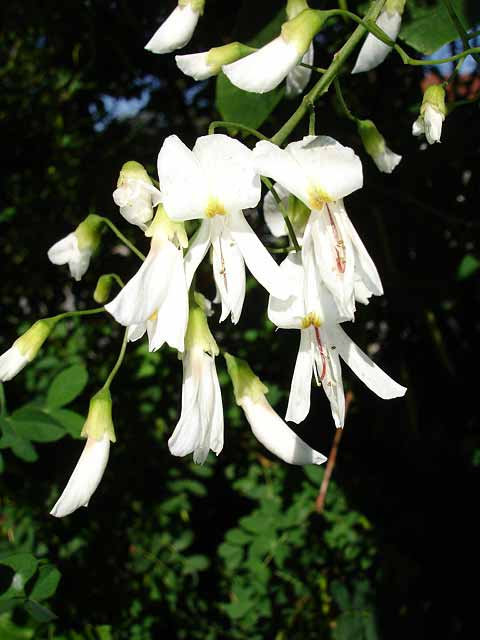
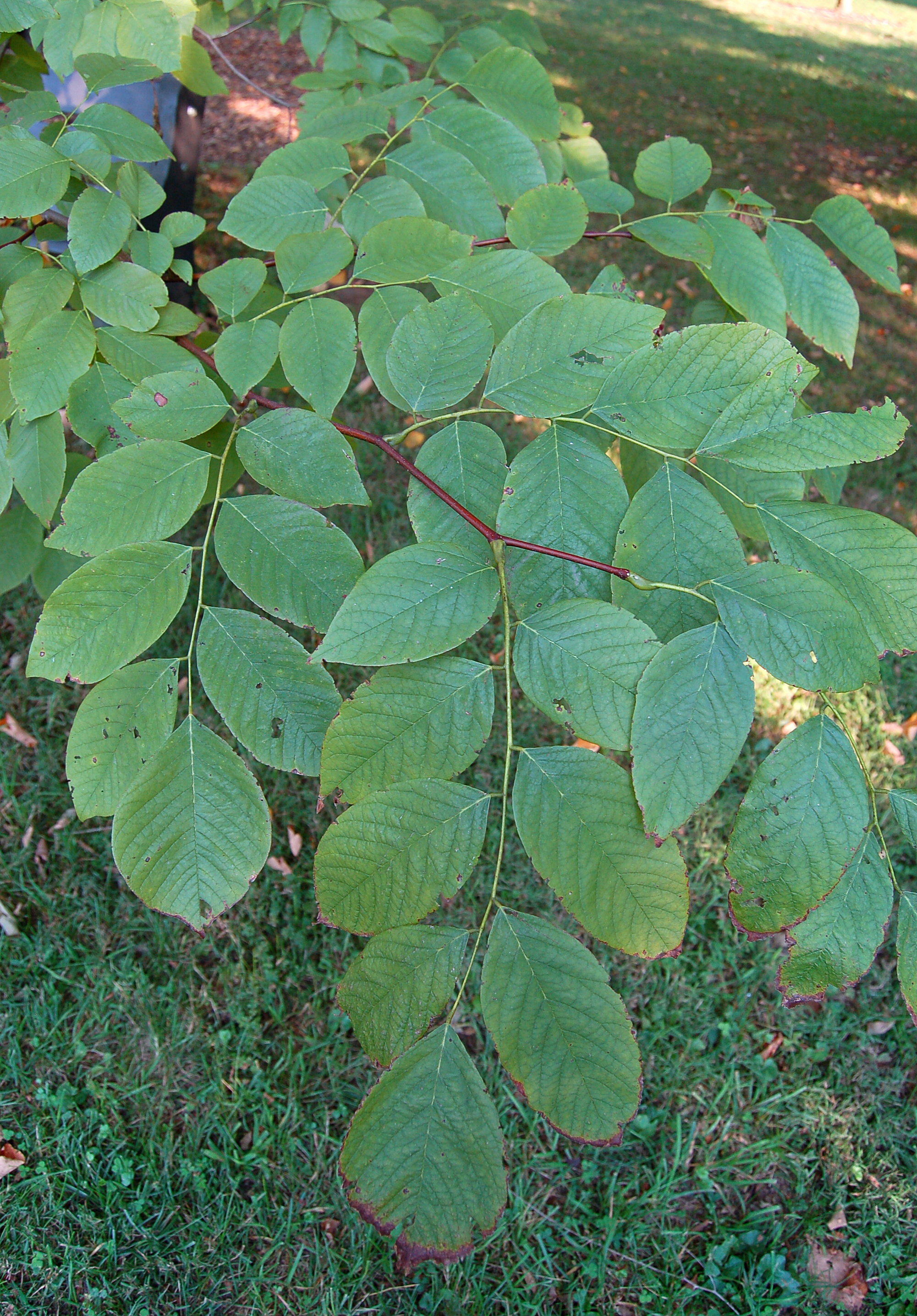
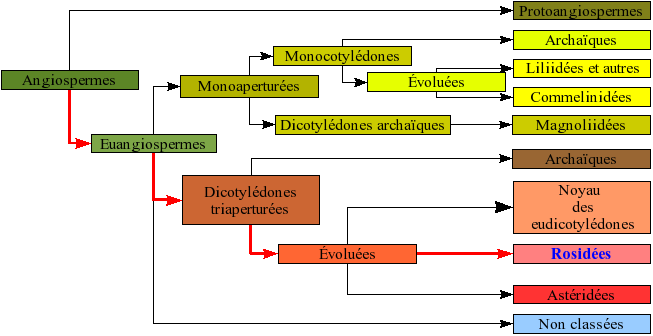